# Hexatoma fusca
Hexatoma fusca är en tvåvingeart som först beskrevs av Edwards 1911.  Hexatoma fusca ingår i släktet Hexatoma och familjen småharkrankar.
Artens utbredningsområde är Sri Lanka. Inga underarter finns listade i Catalogue of Life.